# Conferència de l'ONU sobre el Canvi Climàtic 2013
La Conferència de l'ONU sobre el canvi climàtic 2013, XIX Conferència de l'ONU sobre el canvi climàtic, COP19 o CMP9 es va celebrar a la ciutat de Varsòvia, Polònia de l'11 al 23 de novembre de 2013. Aquesta és la dinovena sessió anual de la Conferència de les Parts (COP19) de la Convenció Marc sobre el Canvi Climàtic (CMNUCC), i la novena sessió de la Junta de les Parts (CMP 9) al Protocol de Kyoto sobre el canvi climàtic de 1997. Els delegats de la conferència continuen les negociacions cap a un acord global del clima. El ministre del medi ambient de Polònia, Marcin Korolec, va presidir l'esdeveniment.
La conferència va portar a l'acord que tots els Estats haurien d'eliminar les emissions tan aviat com fos possible, però preferentment per al primer trimestre del 2015. També es va proposar el Mecanisme de Varsòvia.

## Antecedents
Diversos acords van estar presents en les pláticas, que van incloure: Els crèdits no utilitzats de la fase un del Protocol de Kyoto, millores a varis dels mecanismes de la CMNUCC, i el refinament del mesurament, reporti i verificació d'emissions de gasos hivernacle (GEI). Els delegats s'enfocarien en les condicions potencials de l'acord final global sobre canvi climàtic que s'espera que es ratifiqui l'any 2015 en la Conferència de París

## Localitat i participació

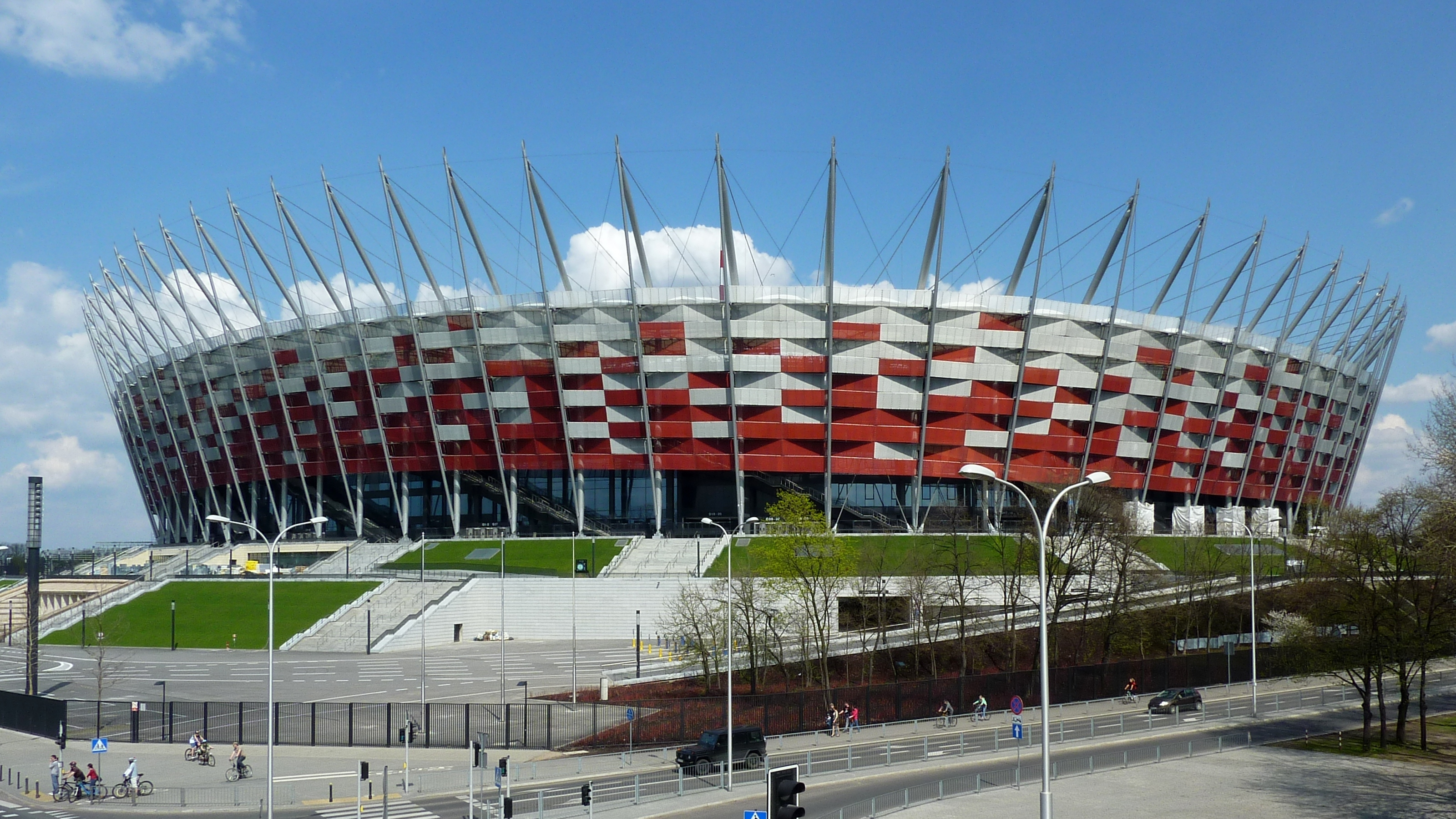
L'Estadi Nacional de Polònia in Varsòvia, la principal seu de la conferència

La localitat on s'efectuen les xerrades de la CMNUCC és rotan per diferents regions dels països que conformen les Nacions Unides. El 2013, Varsòvia, que és la capital i ciutat més gran de Polònia, va ser escollida per representar al Grup d'Europa Oriental en la Presidència del COP19.
L'elecció de Polònia ha estat criticada per organitzacions ambientalistes, incloent-hi Greenpeace, a causa de la falta de compromís per reduir el seu ús de combustibles fòssils i l'increment de l'ús d'energia renovable. L'any 2013, 88% de l'energia elèctrica de Polònia s'extreia del carbó, comparat al 68% mitjana global a partir de combustibles fòssils. Els seus oficials han estat bloquejant propostes de la Unió Europea per actuar de forma més efectiva contra l'escalfament global. Actuant en forma individual i en contra d'altres Estats de la Unió Europea, Polònia va bloquejar l'any 2011 una proposta per a metes d'emissió per a l'any 2050, i el seu ministre d'energia Marcin Korolec, president de la conferència, es va declarar escèptic sobre l'estratègia de la Unió Europea de liderar per mitjà de l'exemple.
192 delegacions governamentals van estar presents en l'esdeveniment, incloent al Vaticà i Palestina els qui van assistir en qualitat d'observadors. Quatre països que es troben entre els més vulnerables al canvi climàtic van ser representats pels seus presidents o primers ministres: Tuvalu, Nauru, Etiòpia, i Tanzània. La participació en l'esdeveniment va ser de 8 375 persones incloent 4 022 delegats governamentals, 3 695 representants d'agències i grups de les Nacions Unides, organitzacions intergovernamentals i organitzacions no governamentals, i 688 membres dels mitjans de comunicació.

## Negociacions
Les meta principal de la conferència és la de reduir emissions de gasos amb efecte d'hivernacle (GEH) per limitar l'augment de la temperatura a 2 graus centígrads a dalt dels nivells actuals. D'acord amb la Secretària Executiva de la CMNUCC, Christiana Figueres, “Les emissions globals de gasos amb efecte d'hivernacle necessiten arribar al seu punt més alt durant l'actual dècada, i arribar a zero emissions netes per a la segona part d'aquest segle... Els governs nacionals necessiten actuar per minimitzar els impactes cap a les seves poblacions i assegurar el desenvolupament sustentable per generacions. El sector privat necessita actuar per minimitzar el risc climàtic i prendre l'oportunitat. I el procés internacional deu començar a construir els fonaments per a un ambiciós acord universal de canvi climàtic en el 2015.”
Energia neta, i específicament el finançament i transferència de tecnologia de recursos renovables en països de desenvolupament, seran temes de gran importància durant la conferència. El ministre d'Índia del medi ambient va comentar abans de les xerrades que “La fita més important seria que el finançament i capitalització del Fons Verd per al Clima, el quin no ha ocorregut fins ara... Els països desenvolupats que han realitzat el compromís anteriorment han començat a xerrar sobre fonts alternatives per percebre aquests fons, mentre dins dels nostres punts de vista aquests són compromisos de la COP.”
Els acords en la Conferència de Copenhaguen formalitzava la creació d'un Fons d'Energia Neta de US$100.000 milions per a l'any 2020 per assistir als països en vies de desenvolupament per generar energia, mentre que només US$7.5 milions han estat compromesos al juny del 2013.
La transferència de tecnologia i la compartició de propietat intel·lectual entre països industrialitzats i països en desenvolupament era un dels punts de les xerrades de Varsòvia Històricament, aquestes discussions es detenen per desacords sobre el preu i mecanismes de compartició de la propietat intel·lectual, i llavors s'esperen que s'aconsegueixin nous mètodes per realitzar això dins la conferència de Varsòvia.
Un estancament al voltant de les xerrades ha estat per la insistència dels delegats dels Estats Units per a la Xina, i Índia perquè es realitzin compromisos de reducció d'emissions, mentre que els delegats xinesos i indis argumenten que els fons dels països industrialitzats es necessiten abans que es puguin aconseguir aquestes reduccions sense impactar la taxa de creixement del PIB
Índia i Aràbia Saudita van bloquejar un acord que previndria la generació de fins a cent mil milions de tones mètriques de diòxid de carboni equivalent a les emissions a realitzar-se cap al 2050. Un paràgraf clau en la resolució que hagués accelerat la cooperació internacional sota el Protocol de Mont-real va ser reportat com esborrat d'últim minut.
Les morts, danys i destrucció causats pel Tifó Haiyan van ser esmentats durant les xerrades del dia d'inauguració. En resposta als danys ocasionats pel tifó i els canvis climàtics en general, Naderec Saño, líder negociador de la delegació de les Filipines, va rebre una ovació per anunciar que “En solidaritat als meus compatriotes que han sofert per aconseguir aliments, anunci que avui començaré un dejuni voluntari per l'efecte del clima. Això significa que voluntàriament m'abstindré de menjar aliments durant aquest COP, fins que un resultat significatiu estigui a la vista.”
Al novembre 21, el primer Diàleg de Ciutats i Sub-nacionals va prendre lloc. Aquesta va consistir en la reunió de ministres selectes, alcaldes, capdavanters sub-nacionals, i representants de la societat civil per discutir la mitigació i adaptació dels acords globals a nivell local.

### Abandó de la Conferència
L'últim dia de la conferència, diverses ONG ambientals com el són WWF, Oxfam, ActionAid, CIS, Amics de la Terra, i Greenpeace van abandonar la conferència. Les organitzacions van enviar un comunicat conjunt que expressa: “Les organitzacions i moviments que representen a la gent de cada racó de la Terra han decidit que el millor ús del nostre temps és el de voluntàriament retirar-se de les xerrades climàtiques de Varsòvia... La Conferència sobre el Clima de Varsòvia, que hauria d'haver estat un pas important en la transició justa cap a un futur sostenible, està en la via de no aconseguir pràcticament gens.”

### Conclusió
La conferència va culminar un dia després de l'esperat per aconseguir un consens. Els Estats membres van acordar treballar per frenar les emissions tan aviat com fos possible, amb la idea d'establir una meta per al primer trimestre del 2015.
Les xerrades van continuar sobre l'ajuda que els països desenvolupats farien per reduir les emissions dels països en vies de desenvolupament. Havent promès prèviament US$100.000 milions per any després del 2020, més enllà dels US$10 mil milions a l'any entre 2010 i 2012. L'esborrany de la resolució de la conferència, només va esmentar incrementar els nivells d'ajuda. A més el Mecanisme Varsòvia va ser proposat, el quin proveiria coneixement, i probablement ajuda, de les nacions desenvolupades per fer front a les pèrdues i els danys a partir de situacions extremes de la naturalesa com són ones de calor, sequeres i inundacions i amenaces tals com l'elevació dels nivells marítims i la desertificació.

## Crítica

### Organitzadors
Els organitzadors de la COP19 van ser fortament criticats per difondre comentaris en un blog en línia en l'inici de la conferència sobre els avantatges del derretimiento del gel en l'Àrtida, enunciant que “podríem construir noves plataformes de perforació i extreure recursos naturals sota el fons del mar”, així com escriure “Perseguir pirates, terroristes i ecologistes que estiguin merodeando.” Enunciats que van causar la indignació internacional.
Els organitzadors del ministeri d'economia de Polònia van ser fortament criticats per ser coanfitriones d'un esdeveniment amb l'Associació Mundial de Carbó al costat de la conferència de la CMNUCC. Això va ser vist com una provocació en contra de canviar els insumos energètics a Polònia.
La destitució del president de la conferència Marcin Korolec de la seva posició en el gabinet com a ministre del medi ambient durant les negociacions ha estat vist pels delegats com un senyal més de la falta de compromís de part de Polònia per dur a terme accions globals progressistes sobre l'escalfament mundial. El primer ministre polonès Donald Tusk va comentar que la destitució va tenir a veure amb la necessitat de realitzar una acceleració de les operacions amb el gas de lutita.

### Països Industrialitzats
L'Agència Internacional de l'Energia insta contínuament als països industrialitzats a reduir els subsidis als combustibles fòssils. S'espera que aquestes accions relacionades amb els subsidis no seran realitzades.